# Білоруси в Росії

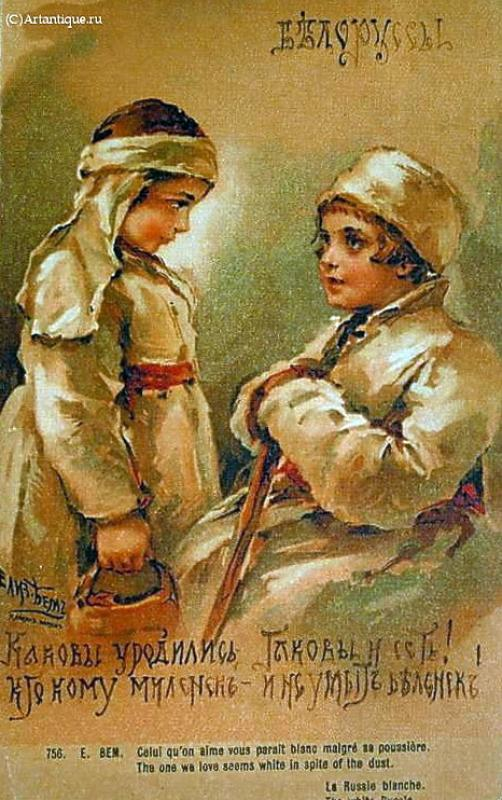
Бьом Єлизавета Меркуріївна. «Народи Росії. Біларуси»

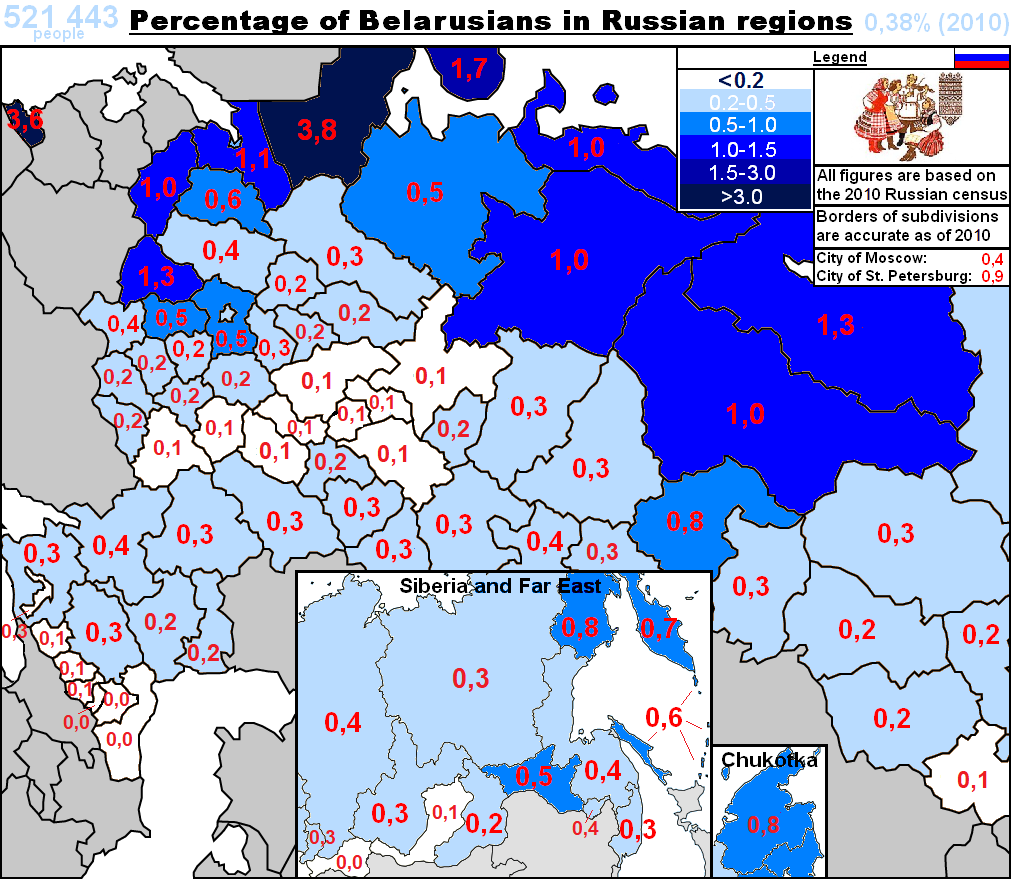
Питома вага білорусів у регіонах Росії, перепис 2010 р.

Білоруси складають значну частину населення Росії. Згідно з даними перепису 2021 року, 208 046 громадян Росії називають себе білорусами. Значна кількість білорусів проживає в наступних регіонах: Москва, Санкт-Петербург, Калінінград, Карелія.

## Білоруські автономні території в Росії
У 1924—1926 рр.. в Сибіру було створено 71 білоруську сільраду, на Далекому Сході — 26, на Уралі — 11. Пізніше було утворено кілька білоруських районів. Наприклад, на початку 1930-х років, в Уральській області існував Таборінський національний білоруський район і обговорювалося створення подібного району в Омській області.
У середині 1930-х років всі білоруські автономії на території РРФСР були ліквідовані.

## Чисельність білорусів у Росії
| Рік  | Чисельність |
| ---- | ----------- |
| 1959 | 844 000     |
| 1970 | 964 700     |
| 1989 | 1 206 000   |
| 2002 | 807 970     |
| 2010 | 521 443     |
| 2021 | 208 046     |